# 산화 마그네슘
산화 마그네슘(magnesium oxide, 실험식: MgO)은 페리클레이스로서 자연적으로 발생하고 하얀 빛을 띄는 흡습성의 고체 광물이며, 마그네슘의 원천이다. 산화 마그네슘은 시멘트, 제산지, 의학 등의 용도로 응용할 수 있으며, 녹는점이 굉장히 높아 내화 벽돌의 원료로도 쓰인다.

## 생성
산화 마그네슘은 탄산 마그네슘이나 수산화 마그네슘의 하소를 통해서, 또는 염화 마그네슘을 석회와 열처리하여 생성할 수 있다. 또한, 마그네슘을 공기 중에서 직접 태워서도 얻을 수 있다.

## 주의
밝고 하얀 빛으로 산화하는 마그네슘 리본을 태우면 가루를 낼 수 있는데, 이로 말미암아 산화 마그네슘을 쉽게 만들 수 있다. 그러나 밝은 불꽃은 진화하기 쉽지 않고 해로운 강도의 자외선을 방출한다. 산화 마그네슘 기체를 흡입하면 금속열을 유발할 수 있다.

## 같이 보기
- 생석회 (산화 칼슘)
- 산화 바륨
- 황화 마그네슘